# Dáithí Ó Conaill
Dáithí Ó Conaill (anglais : David O'Connell, né à Cork en mai 1938 et mort à Dublin le 1er janvier 1991) est un républicain irlandais.
Instituteur, il rejoint l'Irish Republican Army en 1955. En 1958, il est interné au camp de Curragh. En 1960, il est condamné à huit ans de prison, qu'il passe dans la prison de Crumlin Road. Lors de la scission de 1969, il joint la Provisional Irish Republican Army, devient membre du premier Conseil de l'Armée de l'organisation et Vice-Président du Provisional Sinn Féin. Au milieu des années 1970, il est Adjudant-général de l'IRA provisoire (souvent considéré à tort comme Chef d'État-Major). Il promeut l'usage de voitures piégées. Il est arrêté et emprisonné en juillet 1975. En 1983, il perd son poste de Vice-Président du Provisional Sinn Féin et quitte le parti en 1986, refusant l'abandon de l'abstentionnisme, pour rejoindre le Republican Sinn Féin. Il devient le Chef d'État-Major de sa branche armée supposée, la Continuity Irish Republican Army.